# 舌下神経
舌下神経（ぜっかしんけい、英: hypoglossal nerve）は12対ある脳神経の一つであり、第XII脳神経とも呼ばれる。舌の運動を司る他、頚神経わな、甲状舌骨筋、肩甲舌骨筋、胸骨甲状筋、胸骨舌骨筋をも支配する運動神経である。
舌下神経は舌下神経核から始まり、oliveとthe pyramidsの間から延髄を出、その後舌下神経管を通り、口蓋舌筋以外の全ての舌筋に分布する。

## 舌下神経の機能検査
舌下神経の機能を検査するときは、患者に舌を突き出すように頼む。片側に麻痺があると、舌はその方向を向く。舌の強さをはかるには、頬の上に置いた指にどの程度うまく頬の内側から突く事が出来るかで調べる（これは舌が指に触れるのをさけるためである）。
また、舌では線維束収縮や、退化など、下位運動ニューロンの疾患の兆候を見つけることが出来る。

## 画像
- 舌下神経
- ヒトの首の部分。画像中央、ピンセットのすぐ上、緑色でHYPOGLOSSAL NERVEと書かれているのが舌下神経
- 同拡大。緑色でHYPOGLOSSAL NERVEと書かれているのが舌下神経